# Saint-Alban-sur-Limagnole
 Saint-Alban-sur-Limagnole  (en occitano Sench Aubanh) es una población y comuna francesa, situada en la región de Languedoc-Rosellón, departamento de Lozère, en el distrito de Mende y cantón de Saint-Alban-sur-Limagnole.
Se encuentra en la Via Podiensis del  Camino de Santiago.

## Demografía
| 2342 | 2309 | 2245 | 2128 | 1928 | 1598 |
| Para los censos de 1962 a 1999 la población legal corresponde a la población sin duplicidades (Fuente: INSEE [Consultar]) |      |      |      |      |      |